# Fritz Schubert (Politiker)
Friedrich Schubert (* 4. Januar 1914 in Bergen-Enkheim; † 15. November 1967) war ein deutscher Kommunalpolitiker (SPD) und Landrat des Landkreises Hanau.

## Herkunft und Ausbildung
Fritz Schubert war der Sohn des Buchdruckers Paul Schubert. Er schloss die Mittelschule 1930 mit der Mittleren Reife ab und begann anschließend eine Verwaltungslehre in der Kreisverwaltung des Landkreises Hanau, zu dem damals auch Bergen-Enkheim gehörte. Schubert war Mitglied im Jugendverband der SPD.

## Beruf und Politik
Aufgrund dieser Mitgliedschaft wurde er – er war inzwischen Verwaltungsangestellter – am 30. September 1933 wegen „nationaler Unzuverlässigkeit“ entlassen und war bis Ende April 1934 arbeitslos. Anschließend leistete er zunächst fünf Monate lang Reichsarbeitsdienst und fand dann eine Stelle bei der Diskus-Schleifmaschinenfabrik in Frankfurt-Fechenheim. Die Anstellung wurde durch den Wehrdienst von 1936 bis 1938 unterbrochen. Vom Militärdienst war er aber während des Zweiten Weltkriegs freigestellt. 1944 wechselte er zum Werkzeugmaschinenhersteller Heyligenstaedt in Gießen.
Nach dem Krieg konnte er ab dem 12. August 1945 wieder bei der Kreisverwaltung tätig werden. Schon zum 1. April 1946 wurde er in seiner Heimatgemeinde Bergen-Enkheim zum hauptamtlichen Bürgermeister gewählt. Zugleich war er auch Abgeordneter des Kreistags im Landkreis Hanau und seit 1952 dessen Vorsitzender. Aus dieser Position wählte ihn der Kreistag 1966 in Nachfolge seines in den Ruhestand getretenen Vorgängers, Wilhelm Voller, zum Landrat des Landkreises Hanau. Die Ernennungsurkunde erhielt er am 30. Juni 1966. Aber bereits zum 15. November 1967 verstarb Fritz Schubert.

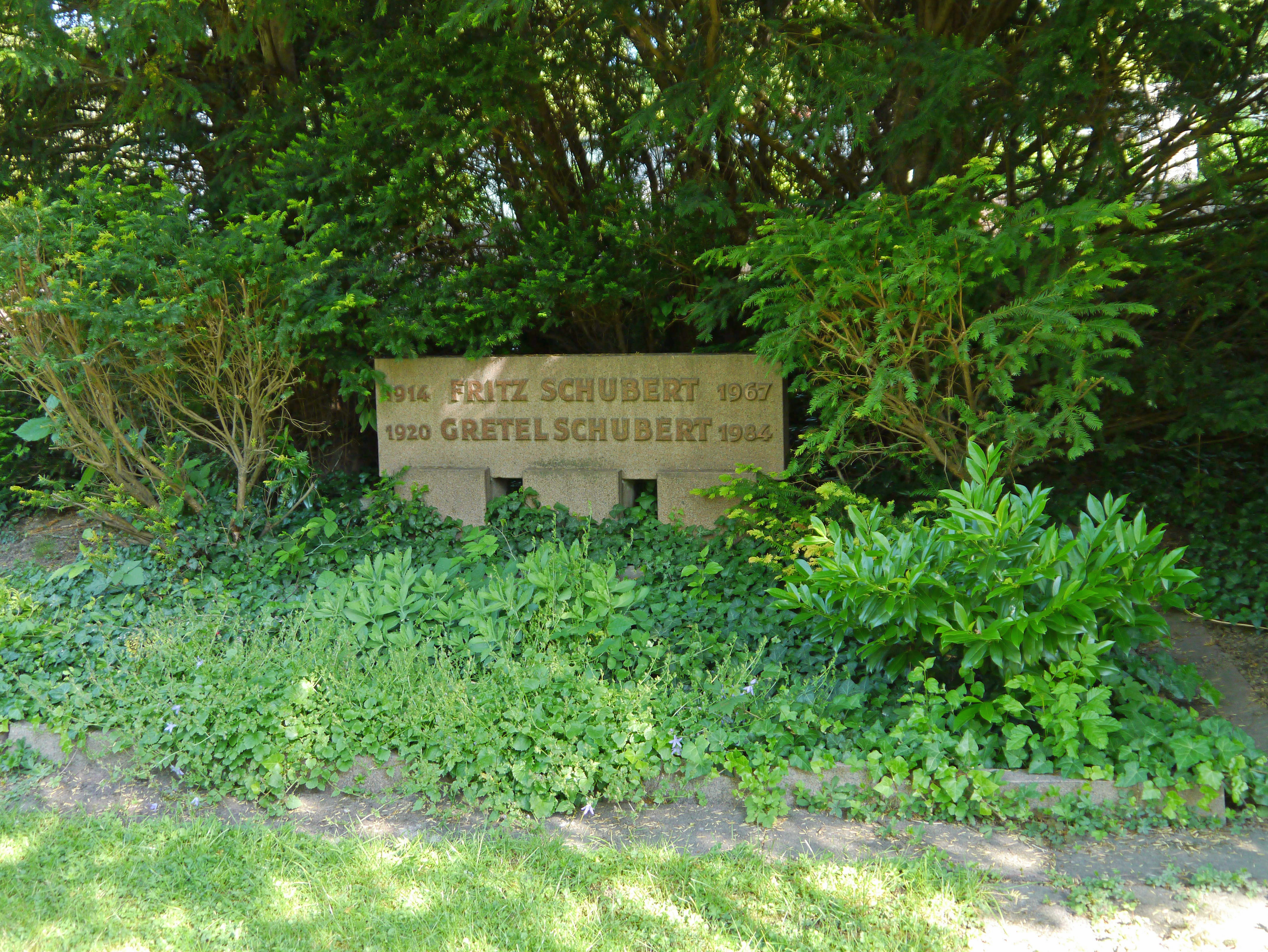
Grab des Ehepaars Schubert auf dem Enkheimer Friedhof

## Familie
Fritz Schubert und Margarete Windmeier heirateten am 23. Dezember 1938. Sie hatten zwei Kinder.